# Сейский край
Се́йский край (латыш. Sējas novads) — бывшая административно-территориальная единица в центральной части Латвии, в историко-культурной области Видземе. Центр края — село Лоя.
Край был образован 1 июля 2009 года из Сейской волости расформированного Рижского района. С 1 июля 2021 года Сейский край расформирован, а Сейская волость была присоединена к Саулкрастскому краю.
Площадь Сейского края составляла 227,9 км². Он граничил с Адажским, Саулкрастским, Лимбажским, Кримулдским и Инчукалнским краями.

## Население
На 1 января 2010 года население края составляло 2496 человек.
Национальный состав населения края по итогам переписи населения Латвии 2011 года:
| Национальность | Численность, чел. (2011) | %        |
| -------------- | ------------------------ | -------- |
| Латыши         | 2001                     | 87,27 %  |
| Русские        | 212                      | 9,25 %   |
| Белорусы       | 26                       | 1,13 %   |
| Украинцы       | 27                       | 1,18 %   |
| Поляки         | 7                        | 0,31 %   |
| Литовцы        | 10                       | 0,44 %   |
| Другие         | 10                       | 0,44 %   |
| всего          | 2293                     | 100,00 % |